# The 7th Guest
The 7th Guest es un videojuego de terror full motion de aventuras, Videojuego de lógica desarrollado por Virgin Interactive en 1993. Fue uno de los primeros juegos de computadoras en ser distribuido únicamente en disco compacto. Se trata de una historia de terror narrada en primera persona, cuyo protagonista principal padece de amnesia.

## Sobre el juego
En esta aventura gráfica de dos CD-ROM, el jugador debe resolver puzles que se esparcen a lo largo de 22 habitaciones de la mansión de Henry Stauf, un famoso creador de juguetes.
La tragedia sobrevino cuando los dueños de varios juguetes enfermaron gravemente al contraer un peligroso virus. A partir de este suceso, Stauf se recluyó en la mansión y poco se supo de él. Tiempo después seis personas fueron invitadas a una fiesta en la mansión, y algo extraño ocurrió. Será tarea del jugador desentrañar que fue lo que pasó con esas seis personas y con Henry Stauf. George Alistar Singer, conocido como "Fat Man", es el compositor de la música del juego. Su retrato puede observarse en una de las salas de la mansión. Los actores fueron filmados sobre una pantalla azul y luego colocados en el ambiente del juego. Debido a un error en el proceso de filmación, todos los personajes aparentaban tener un aura fantasmal a su alrededor. Para solucionar el problema, los programadores decidieron cambiar el guion del juego haciendo que todos los personajes sean fantasmas.

## Recepción
El juego recibió especial atención de la prensa, al introducir una serie de componentes novedosos, como clips de video, una gran cantidad de gráficos 3D pre-renderizados y contenido para adultos. Con más de dos millones de copias vendidas, fue considerado un éxito comercial, a la vez que se lo relacionó con el incremento de las ventas de las unidades de CD-ROM. El juego tuvo una secuela titulada The 11th hour.